# Yu-Gi-Oh! Nightmare Troubadour
Yu-Gi-Oh!: Nightmare Troubadour, in Japan bekend als Yu-Gi-Oh! Duel Monsters: Nightmare Troubadour (遊戯王デュエルモンスターズ NIGHTMARE TROUBADOUR (ナイトメア トラバドール)), is een computerspel voor de Nintendo DS, gebaseerd op de Yu-Gi-Oh!-franchise.

## Verhaal
Seto Kaiba organiseert wederom een Duel Monsters toernooi, en ook dit keer blijkt er een kwaadaardig plan achter te zitten. De speler neemt als duellist deel aan dit toernooi, en moet proberen de titel van Grand Champion te bemachtigen, alle Egyptische Godkaarten in handen te krijgen en het kwaad te verslaan. Dit met behulp van Yugi Muto, Joey Wheeler en hun vrienden.

## Details
- Het spel bevat een "game time", waardoor de speler verschillende mensen op verschillende tijden kan uitdagen.
- Het spel heeft een navigatiekaart waarop spelers duellisten kunnen opsporen met de stylus.
- Spelers kunnen hun deck uitbreiden met het kopen van uitbreidingssets of het winnen van "KCP" (Kaiba Corp Points).
- Als de speler level 100 bereikt, kan hij elke duellist op elk moment uitdagen. Ook kan hij of zij dan elke Egyptische Godkaart bemachtigen.

## Besturing
Het spel wordt bestuurd met de stylus of anders de knoppen. Deze twee kunnen zowel individueel als tegelijk worden gebruikt.